# Петрич (город)
Петрич (болг. Петрич) — город в Благоевградской области Болгарии. Административный центр общины Петрич. Находится примерно в 70 км к югу от центра города Благоевград. По данным переписи населения 2011 года, в городе проживало 28 902 человека. Петрич — второй по численности населения город в области, после Благоевграда. Расположен в Петрической котловине на юго-западе Болгарии, неподалёку от границы с Грецией (город по греч. Πετρίτσι) и Северной Македонией, у северных склонов гор Беласица. Около города течёт река Луда Мара, приток Струмешницы.
Высота над уровнем моря: 130—305 метров, климат переходно-средиземноморский. Средняя годовая температура +13,9 °C, средняя январская температура +2,6 °C, средняя температура в июле +25,6 °C. Среднее количество осадков — 670 мм, максимум зимой — 204 мм, а минимум летом — 103 мм. Зима почти бесснежна, а лето достаточно жаркое.

## История
По результатам археологических раскопок в ближайших окрестностях, установлено ряд древних поселений фракийцев, а также связывается локализация античного города Гераклея Синтика с местом Кожух, находящемся в 10 км к северо-востоку от современного города. Первые поселения на месте Петрича появились в X—XI веках, а значимым населённым пунктом и региональным центром стал в XII—XIV веках.
В состав Первого Болгарского царства Петричский край был присоединён в 837 году в результате войны хана Персиана с Византией.

## Население
| Год     | 1934  | 1946  | 1956  | 1965  | 1975  | 1985  | 1992  | 2001  | 2011  |
| ------- | ----- | ----- | ----- | ----- | ----- | ----- | ----- | ----- | ----- |
| Жителей | 10120 | 13493 | 16401 | 20639 | 24379 | 26482 | 27659 | 29606 | 28902 |

| Национальность  | Человек | Процент |
| --------------- | ------- | ------- |
| болгары         | 23967   | 90,25%  |
| турки           | 86      | 0,32%   |
| цыгане          | 2309    | 8,69%   |
| другие          | 78      | 0,29%   |
| не определились | 116     | 0,44%   |
| Всего ответов   | 26556   |         |

|  |

## Известные жители
- Горан Ангелов (1912—1994) — болгарский политик, государственный деятель.
- Александр Унев — болгарский учитель и революционный деятель ВМОРО. В 1907—1908 учебном году был учителем французского языка в училище в Петриче. Здесь он возглавлял префектуры руководящего органа организации.[5]
- Ванга (31.01.1911—11.08.1996) — якобы ясновидящая.
- Катя Паскалева (1945—2002) — болгарская актриса театра и кино.
- Кирил Георгиев (р.1965) — болгарский шахматист, гроссмейстер.
- Кирил Терзиев (р.1993) — борец-вольник, бронзовый призёр Олимпиады-2008.
- Эвелина Николова (род.18.01.1993) — болгарская спортсменка по женской вольной борьбе.

## Города-побратимы
- Истра, Россия
- Миовени, Румыния
- Серре, Греция